# Андерфенне
Андерфенне (нім. Andervenne) — громада в Німеччині, розташована в землі Нижня Саксонія. Входить до складу району Емсланд. Складова частина об'єднання громад Фререн.
Площа — 19,52 км2. Населення становить 905 ос. (станом на 31 грудня 2021).